# Justizanstalt Wiener Neustadt
Die Justizanstalt Wiener Neustadt ist ein Gerichtliches Gefangenenhaus beim Landesgericht Wiener Neustadt in Wiener Neustadt in Niederösterreich. In dem Gefängnis werden sowohl die Untersuchungshaft als auch Strafhaften mit einer Dauer von bis zu 18 Monaten für männliche und weibliche Insassen vollzogen.

## Konzeption
In der Justizanstalt Wiener Neustadt können planmäßig 211 Gefangene aufgenommen werden. Am Stichtag 30. August 2007 betrug die Gesamtzahl der Inhaftierten 246, was einer Auslastung von 116,59 % entspricht. Von den vorhandenen Haftplätzen werden 16 zum gelockerten Vollzug für Freigänger und 82 Plätze im Wohngruppenvollzug genutzt. Neben den Gefangenen der Gerichtssprengel Wiener Neustadt, Neunkirchen, Baden und Mödling werden auch weibliche Gefangene aus dem Burgenland in der Justizanstalt untergebracht, da in der Justizanstalt Eisenstadt bis 2016 keine Frauenabteilung existierte.

## Geschichte
Im Jahr 1877 kaufte die damalige Justizverwaltung einen Bauplatz von etwa 2 Hektar Grundfläche. Die Errichtung des Kreisgerichtsgebäudes sowie die dazugehörende Haftanstalt erfolgte von 1890 bis 1893 nach den Plänen des k.k. Ministerialrates und Baurates Wilhelm Röllig. Etwa 70 % der Grundstücksfläche fielen damals der Strafanstalt zu. Die Anstalt selbst wurde zum Preis von 540.000 Gulden für eine Belagszahl von 150 Häftlingen errichtet und am 26. Oktober 1893 eröffnet. Bereits im Jahr 1920 wurde das Gebäude erstmals saniert und baulich verbessert. Im selben Jahr wurde eine elektrische Beleuchtung, acht Jahre danach auch eine Zentralheizung im Haftgebäude eingeführt.
Während des Zweiten Weltkriegs wurde Wiener Neustadt besonders in den letzten Kriegsmonaten von amerikanischen und britischen Bombern praktisch in Schutt und Asche gelegt. Auch das Gebäude der Strafanstalt wurde bei den Fliegerangriffen schwer beschädigt und musste in den Jahren von 1948 bis 1950 neu aufgebaut werden. Im Zuge dessen wurden auch erstmals eine Warmwasseraufbereitung sowie eine Alarmanlage installiert. In den 1950er und 1960er Jahren wurden zahlreiche bauliche Verbesserungen vorgenommen, 1970 wurde ein Zubau mit Werkstatthalle für die Beschäftigung der Inhaftierten errichtet. In den Jahren 1974 bis 1980 wurde das Gebäude ein weiteres Mal generalsaniert und im Zuge dessen auch ein Toilettensystem in allen Zellen eingerichtet. 1980 wurde ein weiterer Zubau des Kanzleitrakts mit Beamtenküche und Speisesaal eröffnet und 1987 der Neubau der Anstaltskapelle eingeweiht.
Im Jahr 2000 wurde vom Bundesministerium für Wirtschaft und Arbeit ein Architektenwettbewerb für den Um- und Ausbau der Justizanstalt ausgeschrieben. Dieser wurde am 12. November 2002 mit dem Spatenstich begonnen und Ende 2006 fertiggestellt. Der gesamte Umbau kostete die Bundesimmobiliengesellschaft etwa 14,1 Millionen Euro netto. Damit zählt die Justizanstalt Wiener Neustadt zu den modernsten österreichischen Haftanstalten.